# Chociwle
Chociwle (niem. Friedrichsfelde) – wieś w Polsce położona w województwie zachodniopomorskim, w powiecie koszalińskim, w gminie Bobolice.
Według danych z 1 stycznia 2011 roku wieś liczyła 189 mieszkańców. 
Przez miejscowość przebiega droga wojewódzka nr 205.